# Osnabrücks stift
Osnabrücks stift (latin: Dioecesis Osnabrugensis, tyska: Bistum Osnabrück) är ett av tjugo katolska stift i Tyskland. Det tillhör Hamburgs kyrkoprovins. Biskop är Franz-Josef Hermann Bode.
Åren 1225–1803 utövade stiftet världslig makt som furstbiskopsdömet Osnabrück.